# Jutro: Kiedy zaczęła się wojna
Jutro: Kiedy zaczęła się wojna – film fabularny z 2010 r. nakręcony przez reżysera Stuarta Beattie, który również napisał scenariusz na podstawie powieści Johna Marsdena pod tytułem Jutro.

## Obsada
- Caitlin Stasey - Ellie Linton, opowiada historię wojny, wykazuje zainteresowanie Lee[1]
- Rachel Hurd-Wood - Corrie McKenzie, najlepsza przyjaciółka Ellie, kocha Kevina[2]
- Lincoln Lewis - Kevin Holmes, kręci się koło Corrie[3]
- Deniz Akdeniz - Homer Yannos, sąsiad Ellie, flirtuje z Fioną[4]
- Phoebe Tonkin - Fiona Maxwell, romansuje z Homerem[5]
- Chris Pang - Lee Takkan, romans z Ellie[4]
- Ashleigh Cummings - Robyn Mathers,
- Andy Ryan - Chris Lang,
- Colin Friels - dr Clement, dentysta w Wirrawee

- Don Halbert - pan Linton
- Olivia Pigeot - pani Linton
- Stephen Bourke - policjant
- Kelly Butler - pani Maxwell
- Julia Yon - pani Takkam
- Dane Carson - pan Mathers
- Matthew Dale - pan Coles
- Gary Quay - stary żołnierz
- Michael Camilleri - kierowca cysterny

## Fabuła
Grupa młodzieży wyjeżdża za miasto na weekend. Gdy wracają do swojego rodzinnego miasta, Wirrawee, okazuje się, że wszyscy ludzie zniknęli, a ich zwierzęta zostały zabite. Obawiając się najgorszego, przyjaciele rozdzielają się, by sprawdzić, co stało się w Wirrawee. Dowiadują się, że Australia (a przynajmniej Wirrawee) padła celem inwazji, a mieszkańcy miasta więzieni są przez agresorów.
Młodzi bardzo szybko z lekkoduchów stają się partyzantami i zaczynają walkę o swój kraj. Pierwszym aktem walki jest wysadzenie cysterny z benzyną pod mostem, powodujące zniszczenie najłatwiejszej do pokonania drogi dostępu do Wirrawee i utrudnienie armii wroga transportu.

## Galeria z miejsca kręcenia filmu

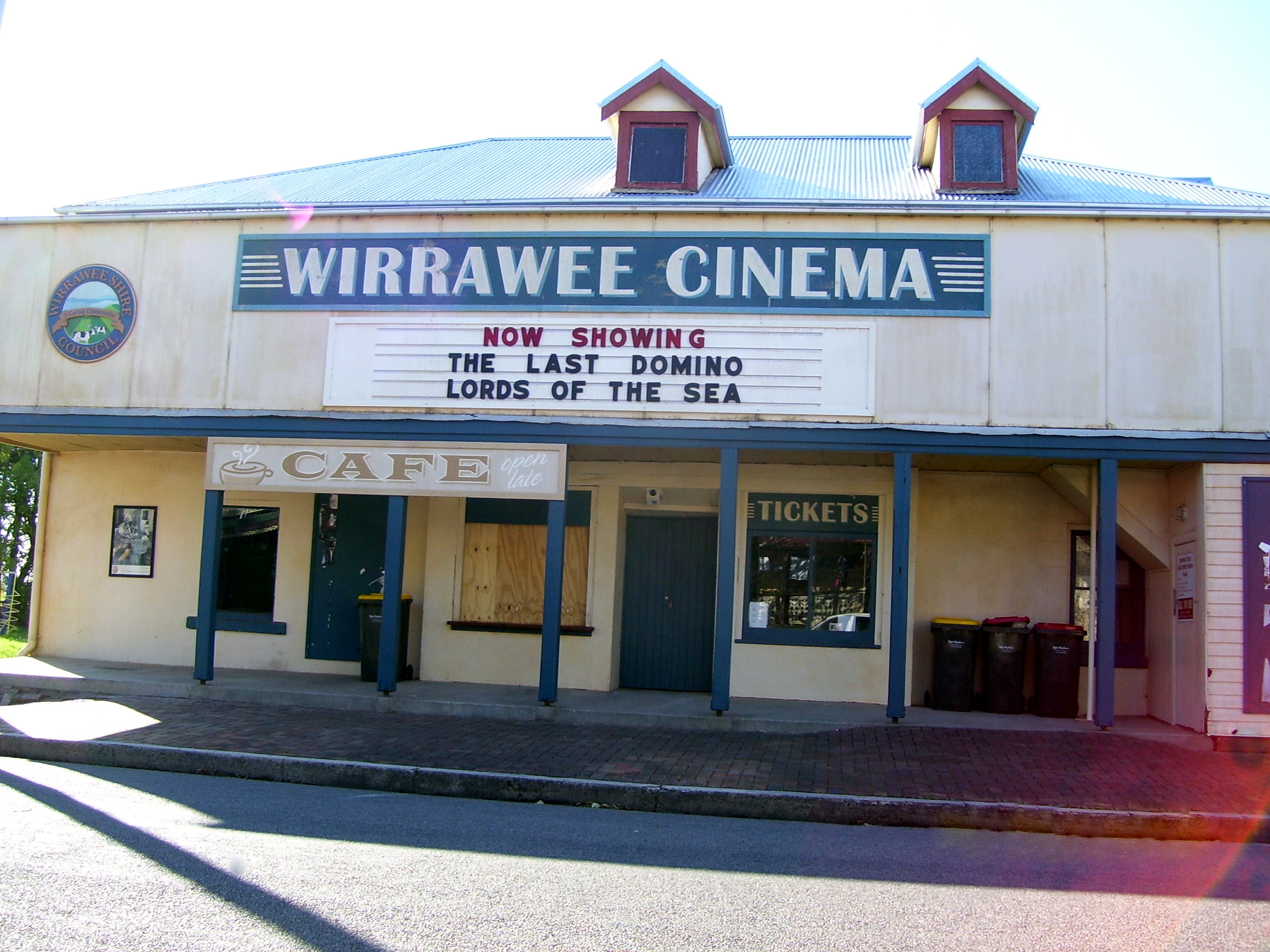
Kino w Wirrawee
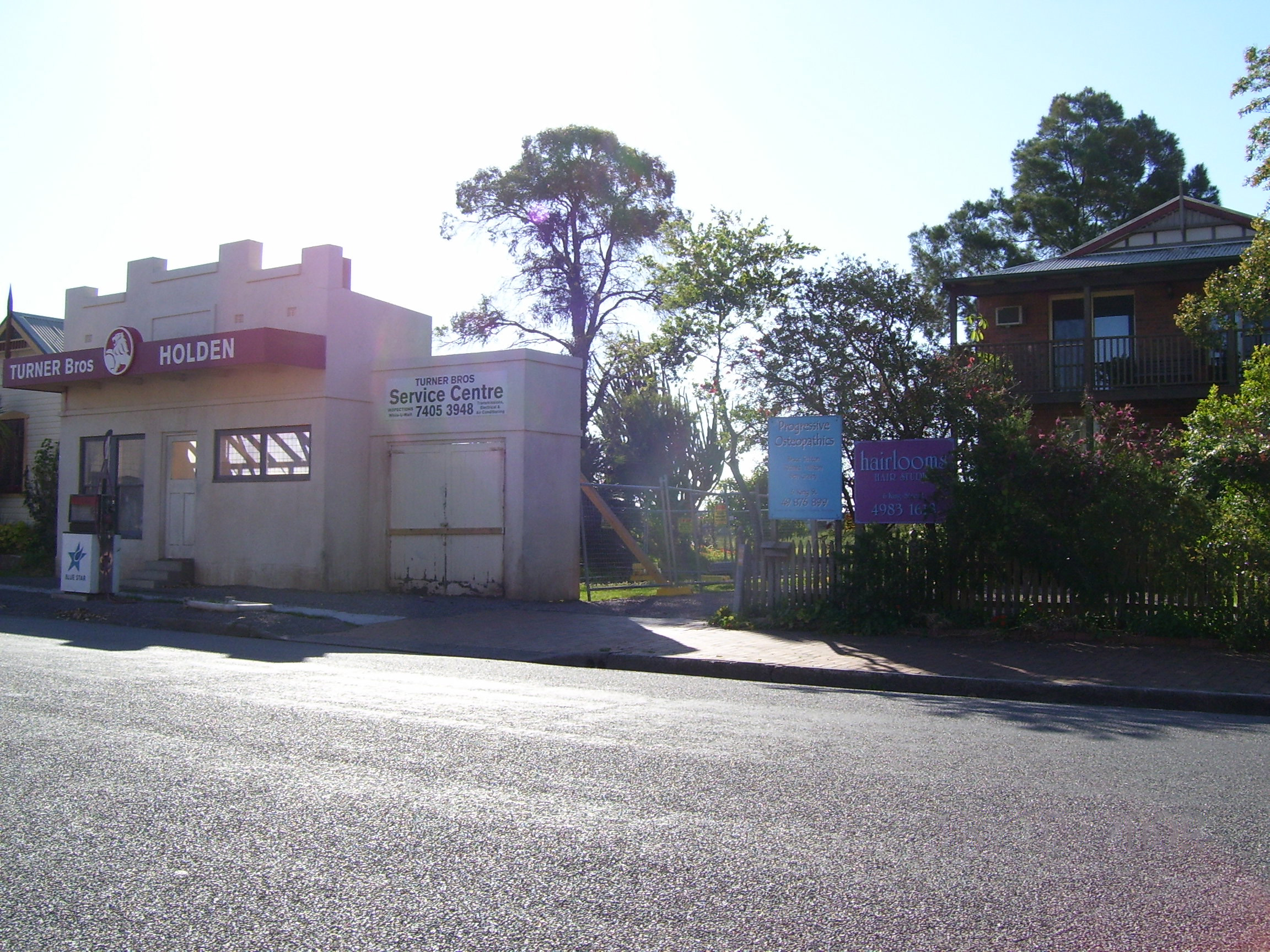
Turner Bros Holden
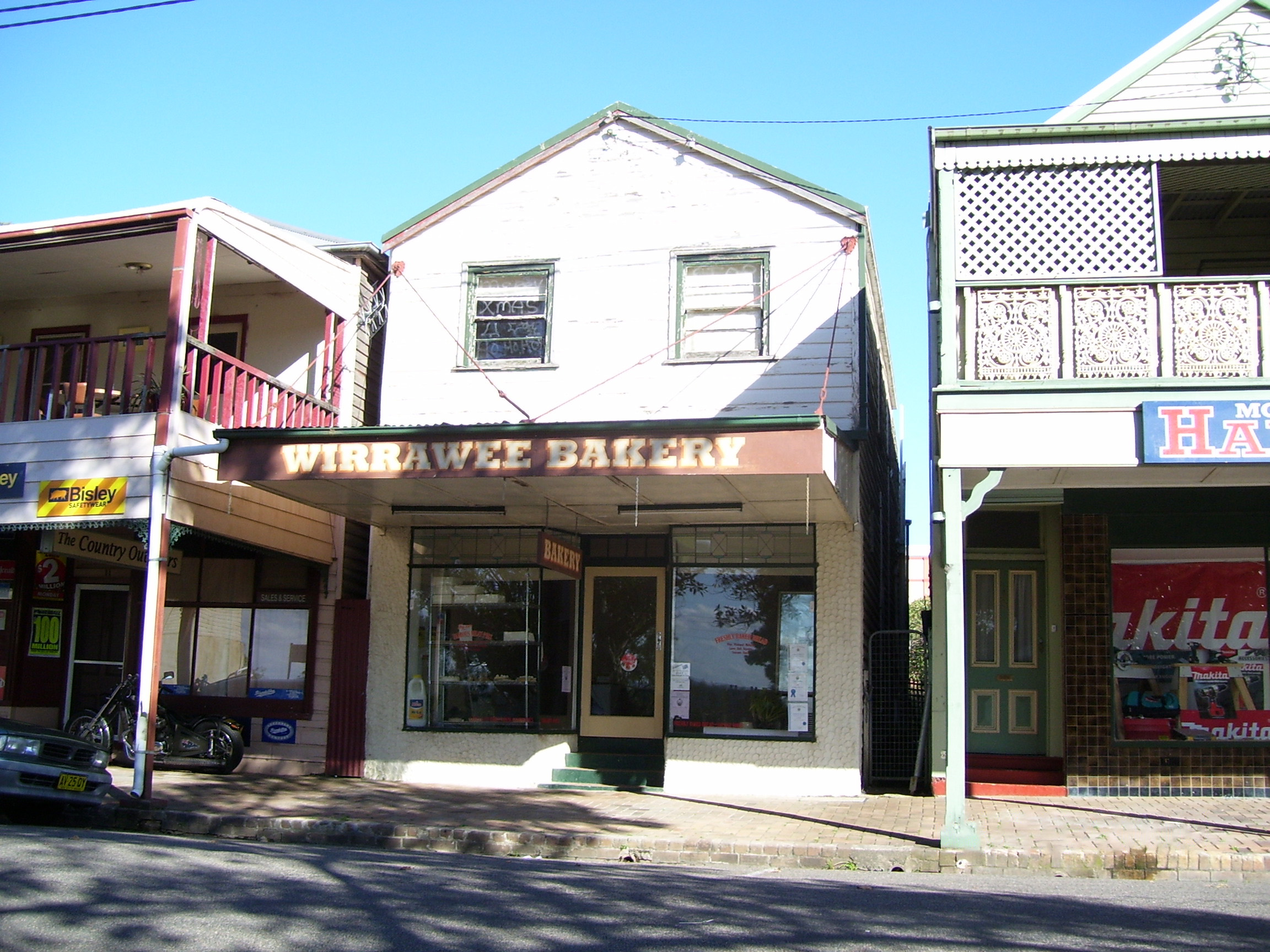
Piekarnia w Wirrawee
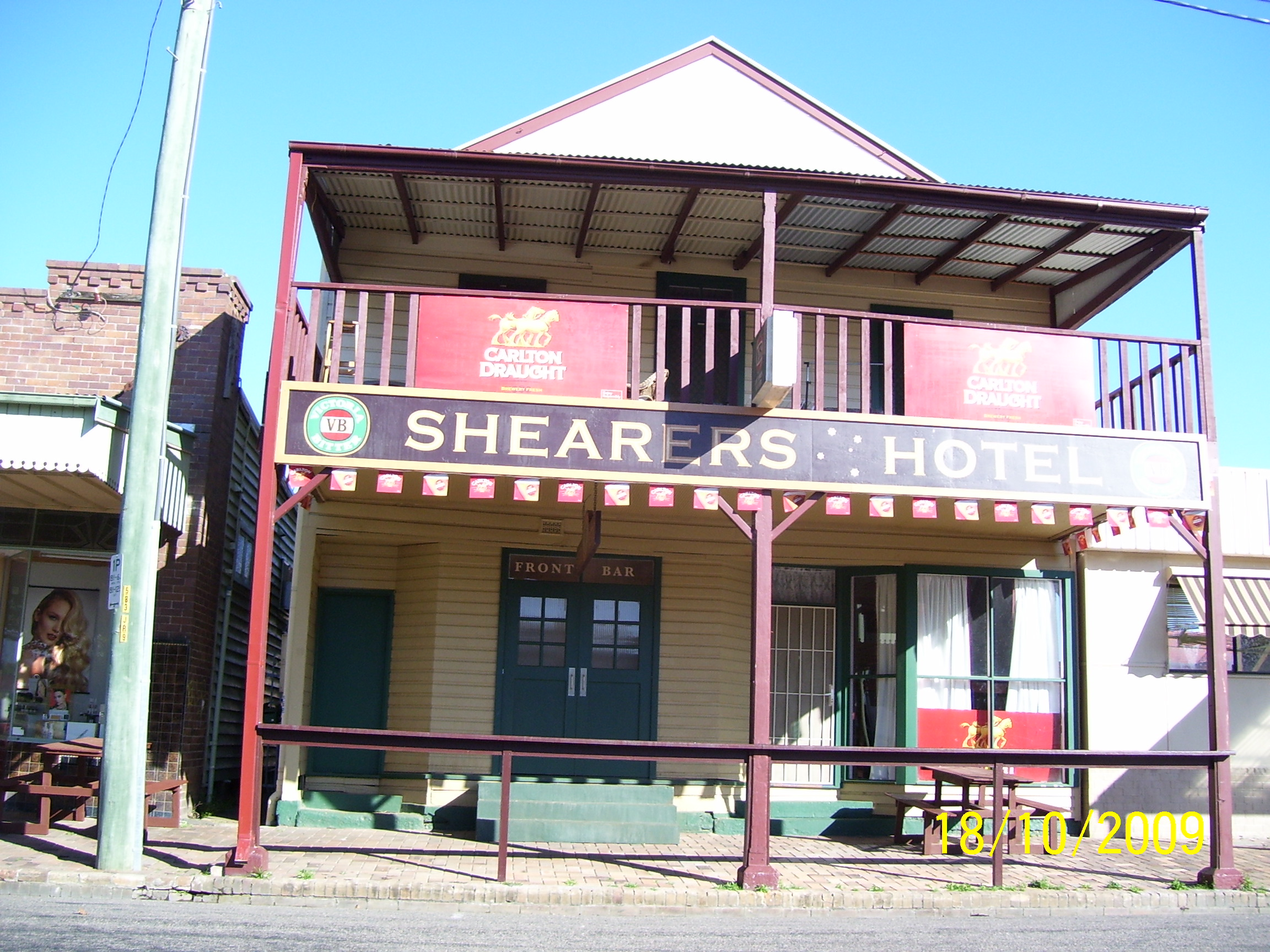
Hotel Shearers
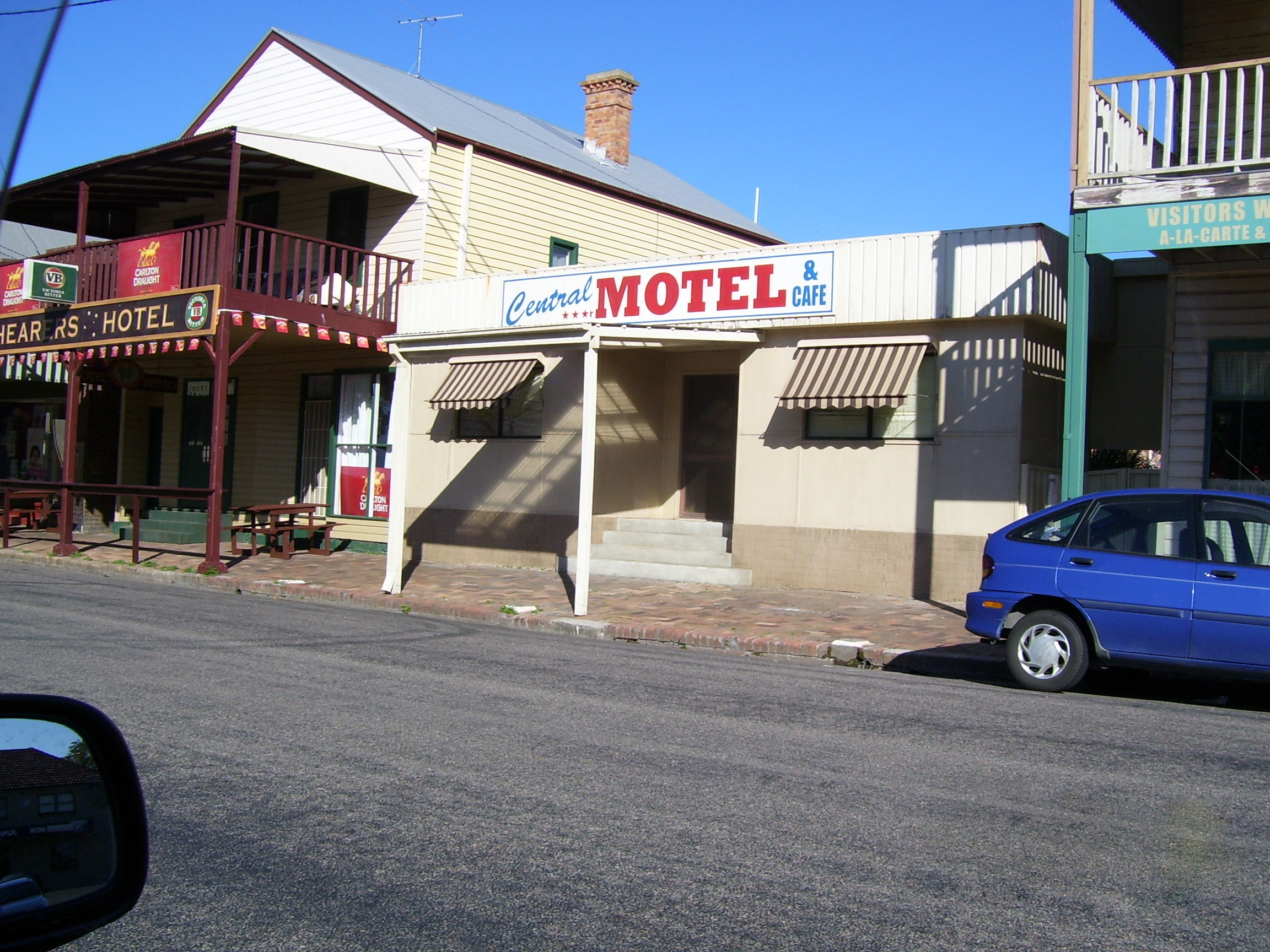
Central Motel & Cafe
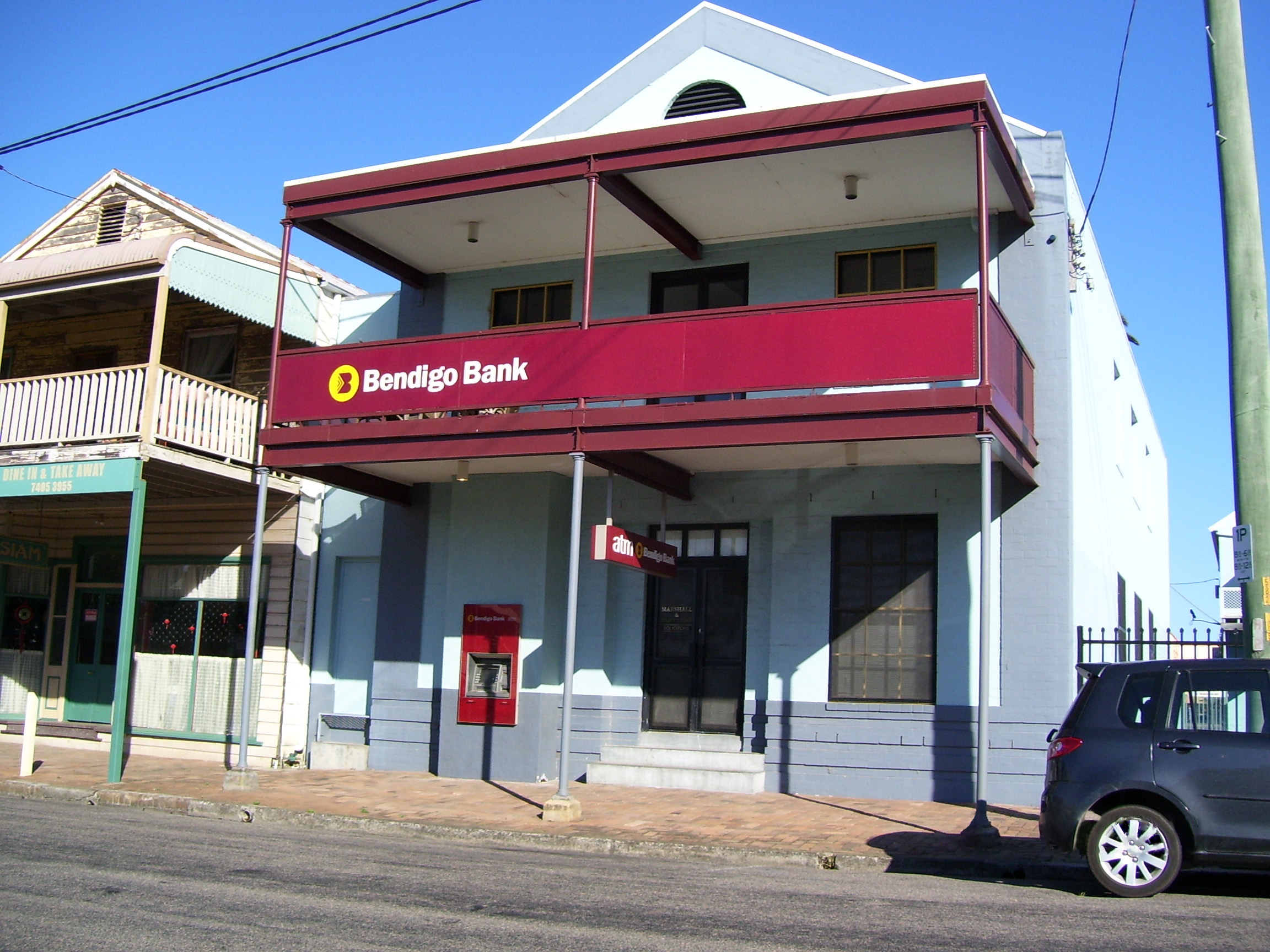
Bank Bendigo